# Seznam děkanů Divadelní fakulty Janáčkovy akademie múzických umění
Toto je seznam děkanů Divadelní fakulty Janáčkovy akademie múzických umění.
1. Frank Wollman (1948–1949)
2. Jaromír Michal (1950–1952)
3. Antonín Kurš (1952–1959)
v letech 1959–1990 fakulta neexistovala
4. Josef Kovalčuk (1990–1996)
5. Václav Cejpek (1996–2002)
6. Josef Kovalčuk (2002–2008)
7. Zbyněk Srba (2008–2016)[2]
8. Petr Francán (2016–2024)[2][3]
9. Blanka Kolegar (od 2024)[3]